# Anjo negro
Anjo negro es una obra teatral de Nelson Rodrigues escrita en 1946. La obra estuvo censurada, aunque esta censura se levantó dos años después. Recibió críticas positivas por el trabajo del elenco y el director, y negativas por el texto, considerado flojo.
Posee características innovadoras para el teatro brasileño de la época, como por ejemplo, que la trama transcurre a lo largo de solo un día. Uno de los temas principales de la obra es el problema racial, aunque contiene elementos relacionados con la sexualidad, como otras obras del autor.

## Sinopsis
Ismael e Virgínia velan a su tercer hijo. Es entonces cuando llega Elias, un blanco ciego, a quien se le impide la entrada al funeral. Tras un altercado, Virgínia consigue hablar con Elias que le revela que Ismael nunca aceptó tener un «hermano» blanco y que incluso, fue él el causante de su ceguera cuando eran niños. Después de una serie de confesiones, Elias y Virgínia se acuestan, lo que desencadenará una serie de revelaciones y problemas. 